# Stardust (Marvel Comics)
Stardust, il cui vero nome è Lambda-Zero, è un personaggio dei fumetti, creato da Michael Avon Oeming, Daniel Berman (testi) e Andrea Di Vito (disegni) nel 2005, pubblicato dalla Marvel Comics. La sua prima apparizione è in Stormbreaker: The Saga of Beta Ray Bill n. 1.
Stardust è uno dei tanti Araldi di Galactus. Al contrario di altri Araldi, Stardust cerca di uccidere tutti coloro che tentano di fuggire dal pianeta di cui Galactus sta per nutrirsi, un'azione che Galactus non richiede ma non proibisce.

## Biografia del personaggio
L'Etereo Lambda-Zero, successivamente conosciuto come Stardust, Araldo di Galactus, fu introdotto per la prima volta in Stormbreaker: The Saga Of Beta Ray Bill. Il primo pianeta che Stardust usò per nutrire Galactus fu New Korbin, dopo aver ucciso tutti i suoi abitanti.
Questo portò allo scontro con Beta Ray Bill, occupato a salvare i Korbiniti. Dopo il primo confronto, Stardust ottenne il Meta-Orb, col quale cercò di distruggere Bill. I due combatterono finché Stardust non aprì un portale per un'altra dimensione, contenente gli esseri più malvagi dell'universo, sperando di riuscire a imprigionarvi l'avversario, ma attraverso il portale aperto riuscì a passare un essere chiamato Asteroth che cominciò a divorare intere galassie. Stardust e Bill si allearono temporaneamente, Stardust usò i suoi poteri per aprire un buco nero dietro Asteroth, nella speranza di intrappolarlo. Asteroth resistette e per poco il buco nero non risucchiò entrambi.
In precedenza Stardust aveva trovato un vecchio Araldo Di Galactus, Alpha Ray. Galactus riconferì i poteri cosmici ad Alpha Ray così che potesse aiutare Stardust a sconfiggere Asteroth. Con il buco nero ancora aperto, Alpha Ray e Stardust riuscirono a spingervi dentro Asteroth, ma inevitabilmente anche Alpha Ray finì risucchiato.
Dopo questi eventi, Stardust ricompare nella saga Annihilation.

## Annihilation
Nella miniserie Annihilation: Silver Surfer, Galactus invia Stardust ad incontrarsi con Silver Surfer per informarlo ha richiesto la sua presenza. Nel frattempo Stardust ha l'ordine di aiutare Red Shift e Firelord nella battaglia contro l'Annihilation Wave. Successivamente i tre si uniscono al Nova's United Front, che grazie al loro apporto riesce a catturare una regina di Annihilus. Durante la miniserie Galactus e Silver Surfer vengono catturati dall'Annihilation Wave, e con Firelord ferito mortalmente, Stardust e Red Shift sono gli unici Araldi rimasti attivi.
Nel terzo albo di Annihilation, Stardust e Red Shift vengono dati per morti mentre tentano di respingere un potente raggio energetico proveniente dal dispositivo di assorbimento di Galactus (Silver Surfer e Galactus vengono sfruttati per alimentare una macchina in grado di convertire il loro potere cosmico in un devastante raggio energetico).
Si suppone che al contrario di Red Shift, Stardust sia stato in grado di ricomporsi dopo l'impatto, e quindi sia sopravvissuto.
Richard Rider lo definisce ironicamente una «specie di canguro».

## Maschio o femmina?
Quando viene rivelata la sua esistenza, Stardust asserisce di essere pura energia cosmica, rendendo difficile dire se Stardust sia un maschio o una femmina. Un particolare riferimento a Stardust nei Fantastici Quattro fa dedurre che sia una femmina, anche se Stardust viene ripetutamente definito un lui dagli altri Araldi, dagli Eterei e da Galactus stesso; anche nella saga Stormbreaker è definito come se fosse di sesso maschile.

## Poteri e abilità
Stardust possiede il Potere Cosmico, come gli altri araldi di Galactus. Possiede quindi una forza straordinaria, resistenza, riflessi sviluppatissimi (abbastanza da riuscire a dar battaglia al potente Beta Ray Bill), ed altre abilità come aprire buchi neri e creare portali intra-dimensionali. Stardust è un Etereo, una razza di esseri costituiti puramente da energia e i Poteri Cosmici conferitigli lo rendono immortale, permettendogli di ricostruire se stesso qualora sia distrutto o persino disintegrato. Ciò lo rende uno dei personaggi più forti dell'Universo Marvel.